# 380
380 (CCCLXXX) je bilo prestopno leto, ki se je po julijanskem koledarju začelo na sredo.

## Dogodki
- 27. februar - Teodozij I. in socesarja Gracijan in Valentinijan II. izdajo Solunski edikt (Cunctos populos ali Edikt treh cesarjev), s katerim je nicejska veroizpoved postala državna vera Rimskega imperija.